# تپه امامزاده قیاسیه
تپه امامزاده قیاسیه مربوط به عصر آهن - دوره هخامنشی - دوره اشکانیان است و در شهرستان ابهر، بخش مرکزی، دهستان سلطانیه، روستای قیاسیه، ۷۳۰ متری جنوب روستا واقع شده و این اثر در تاریخ ۱۲ دی ۱۳۸۶ با شمارهٔ ثبت ۲۰۴۵۶ به‌عنوان یکی از آثار ملی ایران به ثبت رسیده است.